# École Duperré
Pour les articles homonymes, voir Duperré.
L’École supérieure des arts appliqués Duperré, ou école Duperré, est une école supérieure d'art située au 11, rue Dupetit-Thouars dans le 3e arrondissement de Paris.

## Présentation
L’école Duperré est une école publique, sous la tutelle du ministère de l'Enseignement supérieur et de la Recherche, du ministère de l'Éducation nationale et de la mairie de Paris. Elle forme de jeunes créateurs dans les secteurs de la mode, de la création textile, de la céramique, du design d’environnement et du design graphique.
L’école Duperré est membre de Hesam Université, une communauté d'universités et d'établissements qui est composée de 18 établissements parisiens d’enseignement supérieur, de formation, de recherche et de réseaux d’entreprises.

## Historique

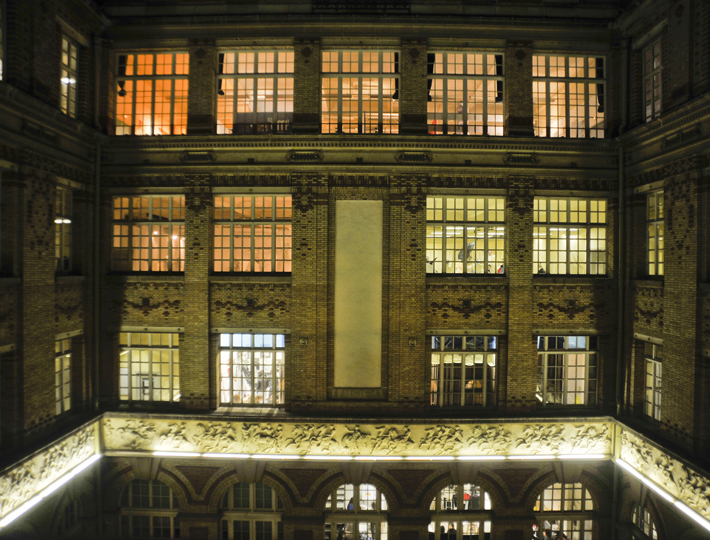
La cour intérieure.

L’histoire de l’école Duperré est intimement liée au mouvement d’émancipation des femmes mené notamment par Élisa Lemonnier, qui, révoltée par la condition de ses congénères, ouvre un atelier de couture puis crée la Société pour l’enseignement professionnel des femmes. Cette institution donnera naissance en 1864 à l’école de la rue Duperré où couture et professions artistiques tiennent le premier rang. Pédagogue éclairée, elle met en place un enseignement moderne — alliant culture générale, pratiques artistiques et techniques — seul à même d’ouvrir aux jeunes filles un avenir et des emplois dont elles semblaient exclues jusqu'alors.
Parallèlement, entre 1911 et 1913, la ville de Paris fait construire rue Dupetit-Thouars ce singulier édifice de brique, de verre et d’acier qui accueille à partir de 1923 deux écoles d’arts appliqués de garçons, les écoles Germain Pilon et Bernard Palissy, dont les noms ornent toujours la façade et qui restent encore affectueusement surnommées les « Arza » (Arts-A).
1969/1970 est la période de grandes mutations : l’école de garçons déménage rue Olivier-de-Serres alors que l’école de filles emménage rue Dupetit-Thouars et garde par tradition le nom de Duperré. La mixité s’installe.

## Chronologie
- 1864 : création d’une école d’arts appliqués pour filles, par la Société pour l’enseignement professionnel des femmes, fondée par Élisa Lemonnier [5]; localisée rue Rochechouart.
- 1882 : déménagement de l'école dans de nouveaux locaux au 24, rue Duperré à Paris, rue qui tient son nom de l'officier de marine Guy-Victor Duperré.
- 1906 : la ville de Paris rachète l’école de la rue Duperré à la Société pour l’enseignement professionnel des femmes[6]. L'école, qui n'accueille que des filles, porte le nom d'école municipale de dessin et d'art appliqués à l'industrie, inscription aujourd'hui encore visible sur la façade.
- 1911-1913 : construction au 11, rue Dupetit-Thouars de l'actuel édifice destiné à réunir deux écoles municipales d’arts appliqués de garçons, l’école Germain Pilon et l’école Bernard Palissy, sises l’une dans le 10e arrondissement, l’autre dans le 3e arrondissement — d'où l’inscription sculptée sur le fronton de l’école. L'ouverture de l'école est retardée à cause de la Première Guerre mondiale, le bâtiment sert à un autre usage pendant le conflit[7].
- 1921 : l’école des arts appliqués de la rue Duperré expose au musée Galliera.
- 1923 : inauguration de la nouvelle école des arts appliqués à l’industrie rue Dupetit-Thouars dirigée par Eugène Belville. Elle n’accueille que des garçons. Elle est surnommée les « Arts-A » (prononcer : zarza).
- 1923 : les écoles d’arts appliqués de la rue Duperré (filles) et de la rue Dupetit-Thouars (garçons) proposent au total 12 ateliers : dessin appliqué à l’ameublement ; dessin commercial (affiche, estampe, illustration, publicité) ; dessin appliqué à la broderie ; dessin appliqué aux tissus et papiers peints ; peinture décorative ; fresque ; dorure, vernis, laque et encadrement ; sculpture décorative ; sculpture sur bois ; tabletterie ; céramique (fabrication et décoration) ; dinanderie-orfèvrerie. Ces écoles municipales fournissent à l’industrie des praticiens exécutants et des artistes industriels. Les élèves admis ont entre 13 et 17 ans. La durée des études est de quatre années, la dernière est dite de perfectionnement.
- 1925 : les écoles des arts appliqués de la rue Duperré et de la rue Dupetit-Thouars, les écoles Boulle et Estienne, ainsi que quelques autres écoles professionnelles municipales participent à l’Exposition internationale des arts décoratifs et industriels modernes, à Paris.
- 1925 : le personnel enseignant relève désormais du ministère de l’Instruction publique (Éducation nationale).
- 1932 : Jean Fressinet[8] est nommé directeur de l’école des arts appliqués à l’industrie de la rue Dupetit-Thouars, il y restera jusqu’en 1953. Pendant vingt ans il y rénove complètement l’enseignement en l’ouvrant à de nouvelles techniques. Il sera remplacé par Lucien Martial.
- 1956 : à l’initiative de Jacques Viénot, un cours d’esthétique industrielle est inauguré à l’école des arts appliqués de la rue Dupetit-Thouars[9], sous la direction de Pierre Lesellier.
- 1962 : le premier brevet de technicien supérieur (BTS) en arts appliqués est créé rue Dupetit-Thouars, pour succéder au cours supérieur d’esthétique industrielle.
- 1970 : l’école d'arts appliqués de la rue Duperré (filles) déménage rue Dupetit-Thouars. Elle emménage dans les locaux de l’école des arts appliqués des garçons, qui elle-même a emménagé l’année précédente dans un bâtiment nouvellement construit rue Olivier-de-Serres dans le 15e arrondissement. Bien que n’étant plus rue Duperré, elle en conserve toutefois le nom. L’école devient progressivement mixte. Elle prend l’appellation d’école supérieure d’arts appliqués, comme les trois autres écoles parisiennes (Boulle, Estienne et Olivier-de-Serres).
- 1973 : création des différents BTS arts appliqués.
- 1981-1983 : création du diplôme supérieur des arts appliqués (DSAA) « mode et environnement », diplôme de niveau II. Disparition progressive de l’ancien diplôme. L’école ne comporte plus que des enseignements post-bac.
- 1983 : transformation des « probatoires » en Mise à niveau en arts appliqués (MANAA).
- 1987 : création du diplôme des métiers d’art (DMA) « textiles et céramiques », qui permet de continuer à enseigner des métiers rares inscrits auparavant dans le programme de l’ancien diplôme de l’école. L’école participe au programme d’échanges européens Erasmus et au réseau international Cumulus (regroupement d’écoles de design).
- 1993 : création d’un master européen style/textile en partenariat avec l’Institut français de la mode.
- 1995 : création d’une formation post BTS en un an (Post-BTS).
- 2005 : création d’une licence professionnelle design de mode en partenariat avec l’université de Marne-la-Vallée.
- 2007 : création du master luxe, en partenariat avec l’université de Marne-la-Vallée.
- 2011 : création d’un diplôme supérieur des écoles de design de la ville de Paris (bac + 5), commun à l'école Boulle, à l'école Estienne et à l'ESAA Duperré.
- 2012 : rénovation du DSAA Mode et environnement qui devient le diplôme supérieur des arts appliqués « Design » mention Mode, reconnu de niveau I.
- 2014 : l’école Duperré intègre l'International Foundation of Fashion Technology Institutes (IFFTI), réseau des plus grandes écoles de mode et création. Trois nouvelles formations uniques en leur genre sont créées : DSAA mode majeure images, média et éditorial, licence design culinaire et licence scénographie.
- 2015 : sortie en novembre du premier numéro de Modes pratiques, revue d'histoire du vêtement et de la mode, éditée par l'école Duperré et l'IRHIS[10],[11].
- 2018 : l'école Duperré expérimente le nouveau diplôme national des métiers d’art et du design (DNMADE)[12]. Elle propose cinq mentions : espace, graphisme, mode, textile, matériaux. Ce nouveau diplôme conférant grade de licence correspond aux standards européens de l’accord de Bologne.

## Formations et diplômes
L'école Duperré accueille environ 500 étudiants, qu'elle forme aux métiers du design, de la mode et de la création. Elle n'accueille plus d'étudiants pour les diplômes bac + 2 (diplôme des métiers d'art et brevet de technicien supérieur en arts appliqués). L'école Duperré propose des formations maintenant alignées sur les standards européens (licence-master-doctorat), notamment pour faciliter les passerelles avec les autres établissements d'enseignement supérieur français et étrangers.

### Classe préparatoire
Classe préparatoire aux grandes écoles (CPGÉ ou « classe prépa ») qui prépare au concours de l’École normale supérieure Paris-Saclay, section design.

### Niveau 6, bac + 3 (grade de licence)
- Diplôme national des métiers d’art et du design (DNMADE), mentions espace, graphisme, matériau, mode, textile. [première promotion 2018-2021]
- Licence professionnelle (bac + 3) :
  - design de mode avec l'université Paris-Est-Marne-la-Vallée ;
  - design culinaire avec l'université de Cergy-Pontoise ;
  - scénographie théâtrale et événementielle avec l'Institut d’études théâtrales de l’université Sorbonne-Nouvelle.

### Niveau 7, bac + 5 (grade de master)
- DSAA : diplôme supérieur d’arts appliqués en 3 ans, (bac + 5) :
  - majeure mode et environnement ;
  - majeure image média et éditorial.
- Master (bac + 5) :
  - mode et industries créatives, avec l'université Sorbonne-Nouvelle ;
  - design spécialité création, projet, interdisciplinarité, avec les écoles Estienne, Boulle et l'ENSAAMA.

### Niveau 8 (grade de docteur)
L'école ne délivre pas encore de doctorat avec ses partenaires de Hesam Université.

## Frais de scolarité
L'école Duperré étant un établissement public, il n'y a pas de frais de scolarité. Il y a toutefois des frais liés à la scolarité.

## Relations internationales
L'école Duperré a un ancrage local et une vocation internationale. Elle fait partie de :
- l'International Foundation of Fashion Technology Institutes ;
- Cumulus, l'Association internationale d’universités et écoles d’art, de design et de médias ;
- l'European League of Institutes of the Arts (ELIA).

## Anciens élèves notables
Anciens élèves connus passés par l’école Duperré (école d’arts appliqués à l’industrie de la rue Dupetit-Thouars, avant 1969, puis école supérieure des arts appliqués Duperré, à partir de 1970) :
Arts du spectacle
- Frede (directrice de cabaret)

Auteurs de bande dessinée
- David B.
- Beb-Deum
- Bruno Blum
- Philippe Chapelle
- Sylvain Chomet
- Jean-Yves Duhoo
- F'Murr
- Annie Goetzinger
- Gotlib
- Jean-Claude Götting
- Herboné (René Bonnet)
- Francis Josse
- Killoffer
- Olivier Ledroit
- Jean-Claude Mézières
- Mœbius
- Léo Quiévreux
- Georges Pichard
- Laurent Parcelier
- Robert Rigot

Céramistes
- Jean Derval
- Roger Capron
- Jean-Paul van Lith

Cinéma
- Patric Chiha (réalisateur)
- Patrick Delage (cinéma d'animation)
- Romain Duris (acteur)
- Daniel Guyonnet (animateur)
- Sophie Letourneur (réalisateur)
- Christian Perrissin (scénariste)

Designer
- Louis Sognot
- Sophie Mallebranche
- Michael Cailloux

Graphistes et typographes
- Philippe Apeloig
- Jean Jacquelin (affichiste)
- Yvan Guillo (Yvang, Samplerman)

Illustrateurs
- Claire Degans
- Jeanne Hives
- Olivier Tallec
- Julia Wauters

Littérature
- Serge Legrand-Vall

Graffeurs
- Zoo Project (Bilal Berreni)

Musique
- Sofie Kremen (pianiste)
- Daniel Caux (musicologue)

Peintres, sculpteurs et plasticiens
- Sylvie Abélanet
- Yolande Ardissone
- Kader Attia
- Éric Bari
- François Cacheux (sculpteur)
- Claire Carnat (marionnettiste)
- Pierre Cayol
- Marcel Chassard
- Raymond Couvègnes
- André Deslignères
- Simone Faïf
- Annette Faive
- Jacques Flèchemuller
- Léon Fort
- Claude Grosperrin
- André Hébuterne
- Jean-Marc Idir
- Florence Jacquesson (sculpteur)
- Gaston Lachaise
- Louis-Aimé Lejeune
- Jean Navarre (peintre)
- Roger Lersy
- Michel Lorenzi (sculpteur-mouleur)
- Denise Margoni
- Serge Markó
- Lucien Martial
- Jérôme Mesnager
- Fred Money (Raoul Billon)
- Serge Mouille
- Pierre Parsus
- André Plisson
- Dominique Renson
- Marc Ronet
- Alain Séchas
- Louis Vuillermoz (peintre)
- Anne Willette (peintre)
- Zoo Project (Bilal Berreni)

Photographes
- Fabien Baron (directeur artistique)
- Pierre Boucher
- Ali Mahdavi
- Roger Parry
- Claude Batho

Stylistes et créateurs de mode
- Julien Dossena
- Jeanne Friot
- Christophe Guillarmé
- Pierre Hardy
- Anne Valérie Hash
- Guillaume Henry
- Bouchra Jarrar
- Romain Kremer
- Guillaume Lemiel
- Alexandre Mattiussi
- Aurore de La Morinerie
- Christine Phung
- Dominique Savard

## Enseignants notables ayant exercé à l'école Duperré
- Germaine Boy, peintre, aquarelliste
- Yves Got, dessinateur de bande dessinée
- Pierre Hardy, styliste
- Louis Hista, peintre décorateur, aquarelliste
- Marc-Vincent Howlett, philosophe
- Jacques Lob, scénariste et dessinateur de bande dessinée
- René Pétillon, dessinateur de bande dessinée
- Georges Pichard, dessinateur de bande dessinée
- André Plisson, peintre
- Jehan Raymond, peintre et designer
- Brigitte Smadja, écrivain
- Jacques Zwobada (1900-1967), sculpteur